# Nova Alvorada
Nova Alvorada là một đô thị thuộc bang Rio Grande do Sul, Brasil. Đô thị này có diện tích 149,362 km², dân số năm 2007 là 3058 người, mật độ 20,47 người/km².